# Episodi di Lupin (serie televisiva 2021) (terza stagione)
La terza stagione della serie televisiva Lupin, composta da 7 episodi, è stata distribuita su Netflix, in tutti i paesi in cui è disponibile, il 5 ottobre 2023.
| n° | Titolo Originale | Titolo Italiano | Pubblicazione  |
| -- | ---------------- | --------------- | -------------- |
| 1  | Chapter 1        | Capitolo 1      | 5 ottobre 2023 |
| 2  | Chapter 2        | Capitolo 2      | 5 ottobre 2023 |
| 3  | Chapter 3        | Capitolo 3      | 5 ottobre 2023 |
| 4  | Chapter 4        | Capitolo 4      | 5 ottobre 2023 |
| 5  | Chapter 5        | Capitolo 5      | 5 ottobre 2023 |
| 6  | Chapter 6        | Capitolo 6      | 5 ottobre 2023 |
| 7  | Chapter 7        | Capitolo 7      | 5 ottobre 2023 |

## Capitolo 1
- Titolo originale: Chapter 1
- Diretto da: Ludovic Bernard
- Scritto da: George Kay

### Trama
Un anno dopo la resa dei conti con Hubert Pellegrini, Assane vive in incognito a Marsiglia. Rimane l'uomo più ricercato in Francia ed è diventato involontariamente un eroe popolare. Claire e Raoul, nel frattempo, sono tormentati dalle continue molestie mediatiche. Assane è furioso per il loro trattamento e decide di tornare a Parigi, inizialmente avvicinandosi a Claire con un piano per portare lei e Raoul fuori dal paese, ma Claire è arrabbiata con Assane e rifiuta la sua offerta, dicendogli che l'unico modo in cui potrebbe davvero ripagare è quello di costituirsi. Imperterrito, Assane organizza un piano per la loro fuga rubando una perla nera esorbitantemente costosa da una boutique di lusso situata in Place Vendôme. Invia una lettera al proprietario del negozio e allo staff del quotidiano The Objector, dichiarando esplicitamente le sue intenzioni. Una squadra guidata da Belkacem viene convocata sulla scena, dove trovano una grande folla di sostenitori di Assane in trepidante attesa del furto. Anche se non gli è stato assegnato il caso, Guédira decide di unirsi e confondersi con i fan. Aiutato da Benjamin e da un altro amico d'infanzia, Bruno, entrambi travestiti da ufficiali della BRI, la rapina di Assane ha successo. Fugge attraverso gli alti tetti che circondano la piazza ma non riesce a prendere piede in uno dei suoi tentativi di saltare su un edificio adiacente e precipita nelle strade sottostanti.

## Capitolo 2
- Titolo originale: Chapter 2
- Diretto da: Ludovic Bernard e Daniel Grou
- Scritto da: George Kay, François Uzan e Tony Saint

### Trama
Assane sopravvive alla caduta, avendo pianificato di simulare la sua morte utilizzando un airbag e una fiala del suo stesso sangue. Il suo corpo apparentemente senza vita viene portato via in ambulanza da Benjamin e Philippe Courbet prima che la polizia possa arrivare sulla scena. Vestiti con camici da laboratorio, Philippe e Benjamin usano uno stetoscopio rotto per manipolare con successo un medico dell'obitorio facendogli confermare la morte, e la notizia della morte di Assane arriva poco dopo. Si tiene un funerale per lui al cimitero di Père-Lachaise, dove Guédira, scettico sulla realtà della morte di Assane, chiede che la bara venga aperta, con orrore di Claire e Raoul. Al termine dell'evento, Assane fugge dalla bara attraverso un tunnel sotto il cimitero e si riunisce con Benjamin, che è riuscito a trovare un commerciante disposto a pagare venti milioni di euro per la perla. Tuttavia, i piani di Assane vengono sospesi quando riceve una telefonata da una donna che afferma di essere sua madre, Mariama, con la quale aveva parlato l'ultima volta nel 1998, quando lei stava scontando una pena detentiva in Senegal. Chiede aiuto ad Assane, dicendogli che è stata rapita e che i suoi rapitori stanno chiedendo la perla nera come riscatto.

## Capitolo 3
- Titolo originale: Chapter 3
- Diretto da: Daniel Grou
- Scritto da: George Kay e François Uzan

### Trama
Frustrato dal fatto che le sue idee sui legami di Assane con Arsène Lupin non vengano ancora prese sul serio dai suoi colleghi, Guédira stringe un accordo con la giornalista dell'Obiezione Fleur Belanger per fornirle le sue prove. La storia che ne risulta alla fine finisce per riaccendere l'interesse del pubblico per Arsène Lupin. Come Guédira, Raoul si rifiuta di accettare la morte di Assane, portando Claire a preoccuparsi per il suo stato mentale. Dà il suo numero di telefono al nuovo allenatore di basket di Raoul, Alex, e gli chiede di farle sapere se suo figlio ha delle difficoltà. I rapitori di Mariama ordinano ad Assane di rubare un dipinto di Edouard Manet, attualmente in possesso illegale di un capobanda di nome Cisco. Sotto mentite spoglie, Assane ottiene la fiducia della banda di Cisco, riuscendo a guadagnarsi un posto come autista per la fuga in una rapina che stanno pianificando. Con l'aiuto dei gadget progettati da Benjamin, Assane inganna la banda, facendoli arrestare dalla polizia, e fugge con il dipinto, che consegna a Ferdinand, uno dei rapitori, in un punto d'incontro concordato. Dopo aver posizionato sul dipinto un dispositivo di localizzazione realizzato da Benjamin, Assane decide impulsivamente di seguire Ferdinand per cercare di localizzare Mariama.

## Capitolo 4
- Titolo originale: Chapter 4
- Diretto da: Daniel Grou
- Scritto da: George Kay e François Uzan

### Trama
Mentre è al lavoro, Claire viene informata che il medico che ha esaminato il corpo di Assane non è presente nel database dell'ospedale. Cominciando ad avere dubbi su quello che è successo ad Assane, trova i tentativi scritti di Raoul di dimostrare che suo padre è vivo, in cui ha evidenziato il nome della storia di Arsène Lupin Edizione Collo di cigno. Dopo un viaggio in semi-incognito in biblioteca, Claire acquista il libro e, mentre lo legge, si imbatte nella frase "con Lupin, non esiste la morte". Nel frattempo, Assane è costretto dai rapitori a pianificare il furto di un braccialetto appartenente a Tara Zang, moglie del magnate immobiliare Max Moller, entrambi presenti a un gala al castello di Thoiry. Nella preparazione, Assane mostra a Benjamin come scappare attraverso un labirinto di siepi nel parco del castello. Assane e Benjamin compaiono al gala, fingendosi lacchè. All'insaputa di Benjamin, il prezzo effettivo richiesto dai rapitori di Mariama era la sua stessa reclusione. Quando Assane sfila il braccialetto dal polso di Zang, lo lascia cadere a terra. Mentre Benjamin salta per raccoglierlo, viene immediatamente notato da Moller, che ne ordina la cattura. Benjamin, in preda al panico, si precipita fuori dal castello nel labirinto, ma scopre con orrore che una grande siepe blocca il percorso che gli era stato assegnato. In quel momento, Guédira e Belkacem, precedentemente chiamati da Assane, compaiono sulla scena e lo arrestano.

## Capitolo 5
- Titolo originale: Chapter 5
- Diretto da: Xavier Gens
- Scritto da: George Kay, Adam Usden e François Uzan

### Trama
Nonostante il tradimento di Assane, Benjamin rifiuta fermamente di consegnarlo alla polizia. Tuttavia, Guédira rimane scioccato quando scopre Assane seduto nel suo ufficio. Assane promette che si lascerà arrestare se Guédira lo aiuta. Sebbene preoccupato, Guédira accetta l'offerta. Assane traveste Guédira da collezionista di opere d'arte rubate e gli ordina di incontrare Manon, un altro dei rapitori, e Ferdinand, per acquistare da loro il dipinto di Manet. Assane chiama Belkacem e la informa dello scambio. Mentre l'affare viene concluso, lei arriva e arresta Manon, mentre Ferdinand riesce a scappare. Assane insegue Ferdinand e scopre che è un complice di Jean-Luc Keller, un uomo al cui club di boxe Assane si era unito da adolescente. Keller aveva costretto Assane e Bruno a prendere parte ad un furto di gioielli, ma era stato l'unico ad essere arrestato per il crimine e da allora ha portato avanti una vendetta contro Assane. Con la scusa di concedergli un'intervista, Claire incontra il giornalista obiettore Arnold de Garmeaux, che era presente all'obitorio quando il corpo di Assane è stato ispezionato, e gli chiede di descrivere il medico curante a un disegnatore. Rimane sorpresa quando lo schizzo si rivela essere un ritratto di Benjamin. Claire fa visita a Benjamin in prigione e lo inganna facendogli credere che Assane le avesse confessato tutto; Benjamin risponde chiedendo quali siano i piani attuali di Assane. Dopo aver ricevuto la conferma che Assane è vivo, Claire inizia a piangere di gioia.

## Capitolo 6
- Titolo originale: Chapter 6
- Diretto da: Xavier Gens
- Scritto da: Kam Odedra, George Kay e François Uzan

### Trama
In rappresaglia per l'arresto di Manon, Keller ordina a Ferdinand di uccidere Claire e Raoul. Claire nota che Ferdinand la perseguita e riesce a sfuggirgli, ma le sue preoccupazioni per futuri attacchi la portano a invitare Alex, l'allenatore di basket di Raoul, a restare a cena. Claire si è innamorata di Alex grazie al suo coraggio pacato e alla sua protezione nei confronti di Raoul. Dopo che Raoul è andato a letto, Claire tenta di baciare Alex, ma con suo sgomento, lui rifiuta gentilmente le sue avances e se ne va dopo averle mostrato come impostare il suo sistema di allarme. La mattina seguente, Claire trova una bottiglia di ketchup capovolta nel frigorifero, una stranezza di Assane che aveva notato per la prima volta quando erano adolescenti, e si rende conto che Alex è in realtà un Assane travestito in modo estremamente elaborato. Nel frattempo, Mariama riesce a scappare dalla prigionia e inserisce un annuncio su The Objector, chiedendo ad Assane di incontrarla. Assane e sua madre si godono una felice riunione in una stazione della metropolitana. Keller è indignato per la perdita di Mariama e per l'incapacità di Ferdinand di catturare Claire e lo lancia da un balcone, decidendo di prendersi cura lui stesso della famiglia di Assane. Claire giace felicemente a letto, con i suoi sentimenti romantici per Assane completamente riaccesi, ma diventa terrorizzata quando sente Keller iniziare a sfondare la porta del suo appartamento.

## Capitolo 7
- Titolo originale: Chapter 7
- Diretto da: Xavier Gens
- Scritto da: George Kay, Adam Usden e François Uzan

### Trama
Claire si nasconde in un armadio con Raoul e mette Keller fuori strada facendo una chiamata al suo telefono di casa, in cui lascia intendere che né lei né Raoul sono lì e che un agente di polizia verrà a trovarla. Successivamente, chiama Assane e lo implora di andare a prendere lei e Raoul. Assane porta Claire e Raoul nel suo nascondiglio, dove incontrano Mariama; promette che li porterà via tutti da Parigi. Assane e Mariama si infiltrano negli uffici del ministro degli Interni e gli rubano il telefono. Dopo aver minacciato di diffondere alla stampa il contenuto del telefono, Assane ordina al ministro di far uscire Manon di prigione. Assane trova Manon e le chiede di aiutarlo a catturare Keller. Inizialmente è riluttante, ma cambia idea quando Assane spiega il comportamento manipolativo di Keller. Manon chiama Keller e gli dice che ha trovato un acquirente per la perla nera all'Arco di Trionfo. Quando Keller arriva per l'appuntamento, trova solo Assane, che ha chiamato la polizia. Keller si rende conto di essere stato incastrato e cerca di scappare, ma viene catturato. Mantenendo la sua precedente promessa, Assane permette a Guédira di arrestarlo, a condizione che Benjamin venga liberato. Claire arriva alla stazione ferroviaria la mattina seguente con Raoul e Mariama al seguito, aspettando con impazienza l'arrivo di Assane. Tuttavia, è Benjamin che si presenta, portando una lettera di Assane in cui spiega le sue azioni e assicura a Claire con il cuore spezzato quanto la ama. Assane si stabilisce in prigione ma rimane scioccato quando riceve una busta da un detenuto vicino, contenente una fotografia di Assane da adolescente con in mano un libro di Arsène Lupin, La vendetta di Cagliostro. Il compagno di prigionia risulta essere niente meno che Hubert Pellegrini.